# Wiedemannia balkanica
Wiedemannia balkanica är en tvåvingeart som beskrevs av Wagner 1981. Wiedemannia balkanica ingår i släktet Wiedemannia och familjen dansflugor. Inga underarter finns listade i Catalogue of Life.